# Recettore NMDA

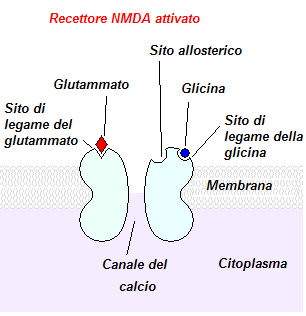
Rappresentazione grafica semplificata della struttura del recettore

Il recettore dell'N-metil-D-aspartato (o recettore NMDA o NMDAR) è sia un recettore dell'acido glutammico che un recettore ionotropico presente sulla membrana di cellule nervose. Gioca un ruolo essenziale nella plasticità sinaptica e nella consolidazione della memoria.
È uno dei tre recettori ionotropici del glutammato; i restanti due sono i recettori AMPA e i recettori Kainato. 
È attivato dal glutammato e in misura minore anche dalla glicina e dalla D-serina. Quando avviene il legame con questi ligandi, il canale si apre e lascia fluire cationi all'interno del neurone. In questo modo il recettore ionotropico può funzionare da canale ionico dopo il legame col rispettivo ligando e/o attivazione da parte di altri fattori. 
È costituito da subunità, le più interne delle quali costituiscono la parete del canale ionotropico che permette il flusso degli ioni attraverso la membrana plasmatica.

## Storia

È grazie al contributo di Jeff Watkins e colleghi che si scoprì il principale ligando dei NMDAR: l'Acido N-metil-D-aspartico (NMDA), con funzioni di agonista.

La scoperta dei recettori dell'NMDA avvenne negli anni sessanta, grazie a Jeff Watkins e colleghi, che studiarono e sintetizzarono il ligando principale: l'N-Metil-D-Aspartato. 

### Serendipità associata ai derivati dell'adamantano
Un importante passo in avanti avvenne nel 1968, quando Scawab et. al riportarono nella letteratura scientifica internazionale il caso di una donna malata di Parkinson che dimostrava segni di remissione in seguito all'assunzione di un farmaco inizialmente progettato per il virus dell'influenza: l'amantadina, un derivato dell'adamantano.
La sintesi dei derivati dell'adamantano inizia nel 1963 ad opera di Eli Lilly and Company, con la creazione della memantina. Lo scopo di queste ricerche era quello di riuscire a sintetizzare una sostanza che inducesse ipoglicemia. La sostanza scoperta tuttavia si scoprì inefficace per questo scopo.
Fu solo nel 1972 che venne sottolineata l'importanza della memantina nella cura delle malattie neurodegenerative, come la malattia di Alzheimer.

### Scoperta del ruolo dei NMDAR nell'eccitotossicità delle malattie neurodegenerative
Nella prima metà degli anni ottanta venne dimostrato il ruolo dei NMDAR in una serie di vie di segnalazione del sistema nervoso centrale.
Nel 1989 venne scoperto il ruolo molecolare della memantina nei confronti dei NMDAR: essa agiva come inibitore non competitivo del canale. In altre parole, la memantina si lega al NMDAR in seguito alla sua attivazione (da parte dei suoi ligandi naturali; es. NMDA), bloccando l'influsso di cationi e prevenendo l'eccitotossicità.
Una delle cause che può portare alla neurodegenerazione è infatti l'eccitotossicità: la presenza di massicce quantità di ioni calcio all'interno del neurone (ad esempio in seguito ad iperattivazione dei NMDAR) può portare questi a morte cellulare programmata. In tal senso la memantina previene la neurodegenerazione.

### Caratterizzazione molecolare dei NMDAR
Negli anni '90 vennero scoperti molteplici composti che potevano modulare selettivamente il NMDAR. Vennero quindi scoperte le subunità principali e accessorie dei NMDAR, a partire dalla scoperta degli inibitori della subunità NR2B.

## Struttura quaternaria del NMDAR
Il recettore è un eterotetramero dotato di subunità accessorie che può essere formato dai seguenti polimeri:
- NR1, la subunità principale presente in due copie nell'eterotetramero;
- NR2, la subunità principale responsabile della cinetica di NMDAR, presente in due copie nell'eterotetramero;
- NR3, una subunità accessoria con capacità modulatorie negative.[10]

Queste subunità sono codificate da geni diversi e a causa di splicing alternativo, il riarrangiamento del loro mRNA può dare origine a isoforme diverse:
| Subunità | Gene/Cromosoma                                                                                                 | Isoforme | Fonte  |
| -------- | --- | --- | ------ |
| NR1      | gene GRIN1; Cromosoma 9                                                                                        | 8 isoforme: da 1a/b a 4a/b: - NR1-1a, NR1-1b; NR1-1a è l'isoforma maggiormente espressa. - NR1-2a, NR1-2b; - NR1-3a, NR1-3b; - NR1-4a, NR1-4b; | [ 11 ] |
| NR2      | gene GRIN2A (Cromosoma 16); gene GRIN2B (Cromosoma 12); gene GRIN2C (Cromosoma 17); gene GRIN2D (Cromosoma 19) | NR2a; NR2b; NR2c; NR2d | [ 10 ] |
| NR3      | gene GRIN3A (Cromosoma 9); gene GRIN3B (Cromosoma 19)                                                          | NR3a; NR3b | [ 12 ] |

## Siti di regolazione

Acido glutammico, il ligando naturale del recettore

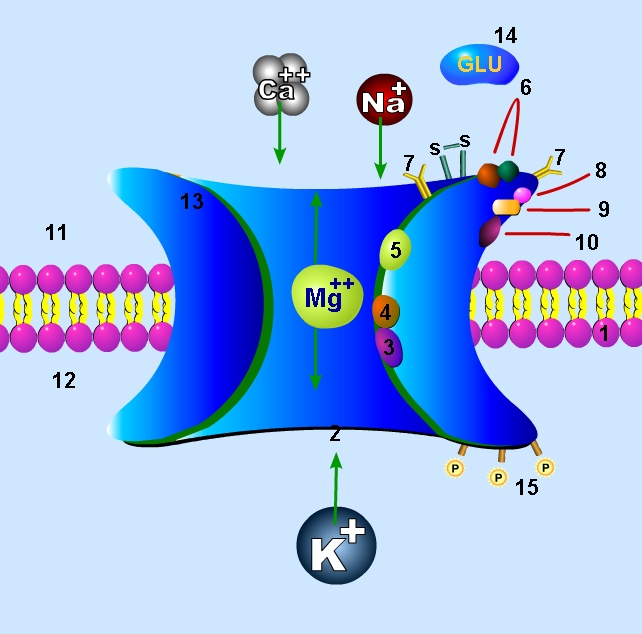
Rappresentazione del recettore dell' NMDA. 1) Membrana cellulare, 2) canale bloccato dal Mg, 3) sito di legame del Mg che blocca il recettore, 4) composti allucinogeni che legano il sito 5, 5) sito di legame per Zn^{2+}, 6) sito di legame per agonisti ed antagonisti, 7) sito di glicosilazione, 8) siti di legame del protone, 9) sito di legame della glicina, 10) sito di legame delle poliammine, 11) spazio extracellulare, 12) spazio intracellulare.

Il recettore NMDA prende il nome da una molecola (N-Metil-D-Aspartato) che lo regola positivamente una volta legato al suo sito specifico. Infatti il recettore NMDA è un recettore ionotropico finemente regolabile che presenta vari siti di legame con i rispettivi composti. Questi siti si possono suddividere in quattro categorie:
- Sito attivo e siti per agonisti: a questi siti si può legare il neurotrasmettitore primario (acido glutammico) e altri agonisti quali glicina, NMDA e poliamine. Sono presenti anche siti di legami per protoni, che stimolano positivamente l'azione del recettore.
- Siti per inibitori e antagonisti: in questi siti possono legarsi vari inibitori, nella fattispecie Mg2+ e Zn2+, o antagonisti del glutammato che legandosi generano modifiche nella struttura della proteina recettoriale tali da impedire il legame col neurotrasmettitore.
- Sito fosforilabile: si trova sul versante endoplasmatico ed è fosforilabile dalla PKC. Questo sito è responsabile dell'interazione tra recettori ionotropici e metabotropici.
- Sito redox: sul versante extraplasmatico. Costituito da una serie di residui solfonati che possono subire riduzione o ossidazione, regolando ulteriormente in questo modo l'attività ionotropica.

## Interazione tra recettori ionotropici e metabotropici
I recettori metabotropici (o metabolotropici) sono recettori che a differenza degli ionotropici non costituiscono essi stessi canali ionici, ma sono recettori associati perlopiù a proteine G trimeriche che, nel caso del neurone glutamminergico, attivano la via trasduzionale dei fosfoinositidi. Il fine ultimo di questa via è l'attivazione della PKC, la quale è in grado di fosforilare, e quindi attivare, il sito di fosforilazione del recettore NMDA.
Questo costituisce il legame tra i due tipi di recettori, per descrivere il quale si usa il termine di potenziamento a lungo termine. Si pensa che tale fenomeno sia alla base della memoria a breve e a lungo termine e dei processi dell'apprendimento.